# Multitude (álbum)
Multitude é o terceiro álbum de estúdio do cantor belga Stromae lançado em 2022. Após seu anúncio em dezembro de 2021, o álbum que foi lançado em 4 de março de 2022.

## Promoção
Stromae lançou, no dia 15 de outubro de 2021, o single Santé junto com um videoclipe.
No dia 9 de janeiro, Stromae lançou L'enfer, também com um videoclipe.
No dia 7 de março, após o lançamento do álbum, foi lançado o videoclipe para a canção Fils de joie.
No dia 27 de junho, Stromae lançou uma nova versão da faixa Mon amour, dessa vez gravada junto com Camila Cabello. Um videoclipe para a faixa também foi lançado.

## Lista de faixas
| N.º            | Título                 | Compositor(es)                      | Duração |  |
| 1.             | "Invaincu"             | Stromae                             | 2:05    |  |
| 2.             | "Santé"                | Juanpaio Toch, Moon Willis, Stromae | 3:11    |  |
| 3.             | "La solassitude"       | Stromae                             | 3:02    |  |
| 4.             | "Fils de joie"         | Stromae                             | 3:15    |  |
| 5.             | "L'enfer"              | Stromae                             | 3:09    |  |
| 6.             | "C'est que du bonheur" | Willis, Stromae                     | 2:42    |  |
| 7.             | "Pas vraiment"         | Selman Faris, Stromae               | 2:42    |  |
| 8.             | "Riez"                 | Stromae                             | 3:21    |  |
| 9.             | "Mon amour"            | Luc Van Haver, Stromae              | 2:52    |  |
| 10.            | "Déclaration"          | Stromae                             | 3:04    |  |
| 11.            | "Mauvaise journée"     | Stromae                             | 3:07    |  |
| 12.            | "Bonne journée"        | Luc Van Haver, Orelsan, Stromae     | 3:12    |  |
| Duração total: | Duração total:         | Duração total:                      | 35:46   |  |

## Ficha técnica
Créditos adaptados do encarte.
| Bruno Letort ― Arranjo (1, 3, 4, 5, 8, 10) Guo Gan ― Arranjo, Erhu (3) Julia Orcet ― Vocal de apoio (1, 5, 12) Sandrine Conry ― Vocal de apoio (1, 5, 12) Stefka Miteva ― Vocal de apoio, arranjo (1, 5, 12) Louis Jacques ― Gaita de fole (1) Orquestra Nacional da Bélgica ― (1, 3, 5, 8, 10) Juanpaio Toch ― Composição, produção, charango (2) Alfredo Coca ― Arranjo, charango (5, 12) Moon Willis ― Composição, produção, músico (2, 6, 9) | Bart Naessens ― Cravo (4) Dmitry Silvian ― Cordas (4) Katelijne Onsia ― Cordas (4) Maria Elena Boila ― Cordas (4) Olga Scroubkova ― Cordas (4) Selman Faris ― Composição, Ney (7, 12) Taylan Acar ― Zurna (10) Adrien Lambinet ― Trombone (10) Simon Lequy ― Tuba (10) Orelsan ― Autor (12) Luc Van Haver ― Composição, produção, arranjo, músico (9, 12) |